# Anapistula pocaruguara
Anapistula pocaruguara is een spinnensoort uit de familie Symphytognathidae. De soort komt voor in Brazilië.